# Бурушаски
Бурушаски е изолиран неиндоевропейски език, говорен от малкия народ Бурушо (Хунзи) в Кашмир. Няма правописна норма, но се използва вариантът на арабската азбука, използван в Пакистан.
Правени са опити да се установи родството му с шумерския език, кавказките езици, дравидските езици и китайско-тибетските езици без особен успех. По-нови хипотеза е за родството на бурушаски с енисейските езици. Тя се основава на съществуването на средноазиатска праисторическа култура, която се разселва на север (енисейски племена) и на юг към Каракорум (бурушо) успоредно с индоевропейците по пътя им към Индия от Средна Азия.

## Особености
Бурушаски се различава от всички други езици не само по речниковия си състав и граматическите си морфеми, но и с особената си, изключително сложна глаголна и именна система.
Според Berger (1956) и Watkins, редактор на индо-европейските етимологии в речника American Heritage, индоевропейският корен * abel „ябълка“, единственото реконструрано име на плод в пра-индоевропейския език може да бъде заемка от език, близък до бурушаски. В бурушаски думата за ябълка е /balt/.

## Куриози
В република Македония се пропагандира тезата, че езикът е наследник на древния македонски език, а хунзите са потомци на Александър Македонски. В рамките на тази пропаганда, вождът на хунзите бива поканен в Скопие в качество си на наследник на Александър Велики и е посрещнат с официални почести.